# 매슈 메셀슨

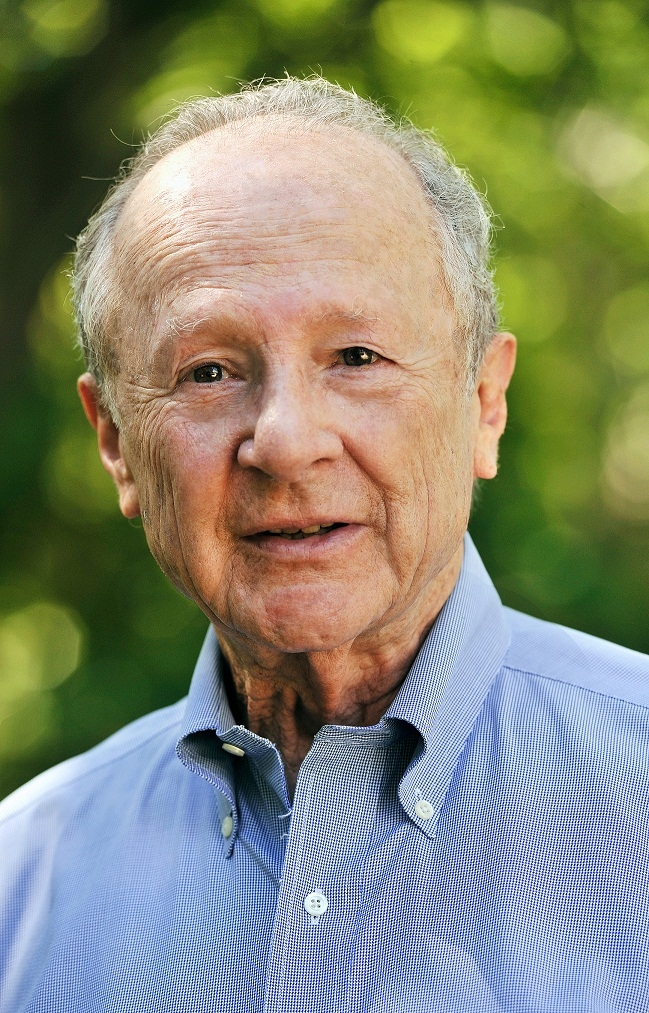

매슈 스탠리 메셀슨(Matthew Stanley Meselson, 1930년 5월 24일 ~ )은 미국의 분자생물학자이다.
슈탈과 함께 대장균을 이용한 실험으로 DNA가 반보존적으로 복제되는 것을 증명했다. 즉 DNA분자는 복제될 때 꼬여 있던 이중나선구조가 풀려서 두 가닥의 뉴클레오티드 사슬로 나뉜 후, 각 가닥에 새로운 염기가 결합하여 새로운 두 개의 DNA 분자가 된다. 따라서 두 개의 DNA사슬 중 한 가닥은 본래의 DNA사슬인 것이다. 이들의 실험은 현대 분자생물학 발전의 토대가 되었다.